# Přeshraniční platba
Přeshraniční platba je v oblasti platebního styku a služeb taková přeshraniční platba, která se uskutečňuje v rámci EU. Platba uskutečňující se mimo EU se nazývá mezinárodní platba.

## Principy přeshraničních plateb
Velmi důležitým dokumentem pro přeshraniční platební styk je nařízení Evropského parlamentu a Rady (ES) č. 924/2009 ze dne 16. září 2009 o přeshraničních platbách ve Společenství a zrušení nařízení (ES) č. 2560/2001 (dále jen „nařízení“).
Přeshraniční platbou se rozumí:
- přeshraniční převody: peněžní operace prováděné z jednoho členského státu do druhého
- přeshraniční elektronické platební operace: peněžní převody prováděné skrz elektronické platební prostředky, včetně přeshraničních výběrů hotovosti pomocí peněžních automatů a bankomatů v členské zemi
- přeshraniční šeky: papírové šeky vystavené institucí v členské zemi a užívané pro přeshraniční operace na území EU

Základním pravidlem přeshraničních plateb je princip stejných poplatků za platební služby poskytované poskytovatelem v rámci vnitrostátního platebního styku a přeshraničního platebního styku, denominované v EUR a SEK do výše 50 tis. EUR.
Nařízení umožňuje pro státy, které zatím nezavedly společnou měnu euro, dobrovolné přihlášení k uplatňování stejných poplatků za přeshraniční platby, stejně jako u převodu vnitrostátního. Této možnosti využilo zatím jen Švédsko pro svou měnu SEK.
Neexistuje-li žádná dvoustranná dohoda mezi poskytovateli platebních služeb příjemce a plátce, uplatňuje se na každou přeshraniční inkasní transakci provedenou vícestranný mezibankovní poplatek ve výši 0,088 EUR, který platí poskytovatel platebních služeb příjemce poskytovateli platebních služeb plátce, pokud se dotyční poskytovatelé platebních služeb nedohodnou na nižším vícestranném mezibankovním poplatku.
Pro provedení transakce je důležitá dosažitelnost účtu plátce. Automaticky se tak stává u vnitrostátních inkas denominovaných v eurech, přičemž plátci neužívající eura se musí sami přihlásit do systému SEPA.
Mimosoudní řešení sporů, stížností a zjednání nápravy v případě nesprávného uplatňování nařízení se uplatňuje přes orgány tomuto jmenované či nově vytvořené.
U přeshraničních převodů je více pravděpodobné, že nastanou problémy s dodržením lhůt, dojde k prodlení a bude třeba uplatňovat úrok z prodlení podle ustanovení § 9, které přesně stanoví pravidla jeho placení klientovi. Platba se může dokonce ztratit.

## SEPA
Single Euro Payments Area, zkráceně SEPA, slouží jako další krok k finanční integraci Evropské unie. Jedná se o jednotnou oblast pro platbu v eurech a vznikl na základě zavedení této společné měny. V SEPA se uplatňuje standardní poplatek 0,088 EUR (viz výše).
Hlavním přínosem pro občany EU je sjednocení a regulace poplatků za přeshraniční platbu. Platby provedené v rámci SEPA musí dodržet několik základních pravidel vyplývajících z nařízení EU č. 924/2009.
Základní pravidlo stanoví, ceny za převod peněz denominovaných v eurech. Poplatek za takový převod musí být bez rozdílu stejný vnitrostátně i přeshraničně. Stejná pravidla platí pro INKASO (též známý jako SEPA mandát nebo SEPA inkaso). České tradiční banky využívají tohoto nařízení ve svůj prospěch. A tak zdánlivé zlevnění plateb v eur do zahraničí na úroveň národních plateb je obcházeno díky podmínce, že se vždy jedná o platby denominované v eurech. Proto platební styk v České republice probíhající v CZK nijak neovlivňuje ceny plateb v eur, které jsou stejné vnitrostátně i přeshraničně, ačkoliv jsou v případě některých bank výrazně dražší. Ceny se pohybují v maximálních hodnotách kolem 250 Kč za odeslanou platbu a 150 Kč za přijatou platbu.
Tato praxe je ovšem možná pokud se členská země nerozhodla uplatnit článek 14 na svou národní měnu.

## TARGET
Target lze definovat jako decentralizovaný evropský mezibankovní zúčtovací systém, který byl vytvořen k podpoře úkolů ekosystému v oblasti definování a implementace měnové politiky eurozóny a který podporoval hladký průběh platebního styku.